# Renato de la Jara
Renato Emilio de la Jara Parada (Santiago, 30 de julio de 1924 - 12 de junio de 2006, Mulchén) fue un agricultor y político chileno, miembro del Partido Demócrata Cristiano (PDC). Se desempeñó como diputado por la Decimonovena Agrupación Departamental de Laja, Nacimiento y Mulchén (actual región del Biobío), por el periodo 1965-1969. Así mismo, fue regidor de Mulchén entre 1960 y 1963, y tres décadas después concejal de la misma comuna en el período 1992-1996.

## Biografía
Nació en Santiago el 30 de julio de 1924, en una familia con fuerte tradición política. Hijo del Ingeniero agrónomo Emilio de la Jara Zúñiga, dueño del Fundo Santa Mónica en Mulchén, Elector de Presidente en 1915 y Regidor de Mulchén por el partido Liberal Democrático y de Julia Adelaida Parada Henríquez.
Entre sus familiares destacados se encuentran, entre otros, su abuelo, José Miguel de la Jara Pantoja, Alcalde de Los Ángeles, en 1900, su bisabuelo, el diputado José Miguel de la Jara Gallardo, su tío abuelo, el diputado Irineo de la Jara Pantoja, y su tío, varias veces vicepresidente de la Cámara, el diputado, Julio René de la Jara Zúñiga.Sus tíos abuelos maternos también fueron destacados hombres públicos, en especial los juristas, Agustin Parada Benavente, destacado ministro de la Corte Suprema y Julio Parada Benavente, reconocido profesor de derecho constitucional y uno de los miembros fundadores de la Universidad de Concepción.
Se casó con la política democratacristiana Marta Emilia Ciappa Benítez, en Los Ángeles en 1947, quien sería regidora y alcaldesa de Mulchén en los periodos 1967-1971 y 1971-1973. Tuvieron dos hijos; Juan Carlos y María Cecilia.
Estudió en su ciudad natal en los Sagrados Corazones y en el Instituto Nacional y en la Escuela de Agricultura de la Universidad de Chile, en Santiago, titulándose en 1944.
Fue agricultor en su fundo en Mulchén. Miembro fundador y presidente del «Club de Rodeo»  y del «Club de Leones de Mulchén» y socio de la «Sociedad Agrícola del Biobío».

## Trayectoria política
Inició sus actividades políticas al integrarse al Partido Demócrata Cristiano (PDC) donde ocupó los cargos de presidente comunal en Mulchén y de presidente y vicepresidente provincial del Biobío.
En 1960 fue electo como regidor de la Municipalidad de Mulchén, cumpliendo en el cargo hasta 1963.
En las elecciones parlamentarias de 1965 se postuló como diputado por la Decimonovena Agrupación Departamental de Laja, Nacimiento y Mulchén, resultando electo para el período legislativo 1965-1969. Integró la Comisión Permanente de Economía y Comercio.
Para las elecciones municipales de junio de 1992, resultó electo concejal de la comuna de Mulchén para el período 1992-1996, con 2.372 votos, equivalentes al 15,82% del total de sufragios.
Falleció en esa última comuna el 12 de junio de 2006, a los 81 años.